# April 2015
| April 2015 |
| Månader under 2015: Januari · Februari · Mars · April · Maj · Juni · Juli · Augusti · September · Oktober · November · December ← December 2014 · Januari 2016 → |

## Händelser

### 2 april

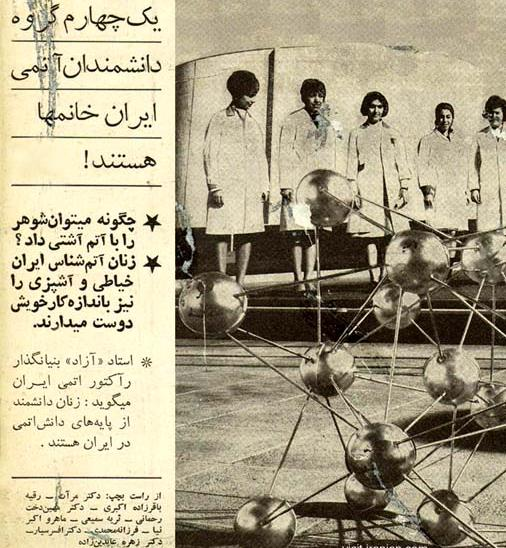
Utdrag från en iransk dagstidning från 1968. Fotot visar några kvinnor framför en av Teherans forskningsreaktor.

- En preliminär affär mellan Iran och sex andra länder går igenom om Irans kärnkraftsprogram.
- Al-Shabab beväpnade män anfaller Garissahögskolan i Kenya, och mer än 140 människor avlider.

### 13 april
- Günter Grass, tysk författare och Nobelpristagare i litteratur 1999 avlider i Lübeck.[1]